# Óblast de Yaroslavl
Yaroslavl (en ruso: Ярославская область; transcrito como Yaroslávskaya óblast) es uno de los cuarenta y siete óblast que, junto con las veintiuna repúblicas, nueve krais, cuatro distritos autónomos y dos ciudades federales, conforman los ochenta y tres sujetos federales de Rusia. Su capital es la homónima Yaroslavl, intersección de importantes autopistas, ferrocarriles y canales de agua. Está ubicado en el distrito Central limitando al norte con Vólogda, al este con Kostromá, al sur con Ivánovo y Vladímir, al suroeste con el óblast de Moscú y al oeste con Tver.

## Visión general
El óblast de Yaroslavl fue establecida el 1 de marzo de 1936.
- Territorio: 36 400 km²
- Población: 1 367 398 (de acuerdo al censo ruso de 2002)
- Gobernador: Serguéi Yástrebov
- Centro administrativo: Yaroslavl
- Distancia de Yaroslavl a Moscú: 282 km
- Población urbana: más del 80%
- Número de monumentos históricos y arquitectónicos: más de 5000

## Demografía
Estas son figuras de población de acuerdo al censo ruso de 2002:
- Población total: 1.367.398
- Hombres: 617.889
- Mujeres: 749.509
- Población urbana: 1.106.805
- Población rural: 260.593

Expectativa de vida:
- Promedio: 63 años
- Hombres: 57 años
- Mujeres: 71 años

El 98% de los residentes son ciudadanos rusos.

## Clima
El clima del óblast de Yaroslavl es continental templado, con inviernos largos, fríos y nevados, y un verano corto pero bastante cálido. La temperatura promedio de enero es de aproximadamente −12 °C (10 °F), mientras que la media de julio es de +18 °C (64 °F). Anteriormente, casi todo el territorio estaba cubierto por un espeso bosque de coníferas (abeto, pino), pero ahora una gran parte de él ha sido reemplazado por bosques secundarios de abedul y álamo temblón y campos de cultivo. Los pantanos también tienen áreas considerables.
Los animales grandes se han reducido mucho en número, pero todavía hay algunos osos, lobos, zorros, alces y jabalíes.
Un gran número de aves silvestres viven y anidan en el óblast.
En las ciudades, las aves más comunes son palomas, grajillas, cuervos encapuchados, torres, gorriones y tetas grandes.
El río Volga fluye a través del óblast de Yaroslavl, con dos presas principales construidas en Úglich y Rýbinsk. El embalse de Rýbinsk, llenado entre 1941 y 1947, es uno de los más grandes de Europa; su relleno inundó la ciudad de Mologa y varios cientos de aldeas, lo que requirió la reubicación de unos 150,000 en los óblasts de Yaroslavl, Vólogda y Kalinin (ahora Tver).
Los recursos minerales se limitan a los materiales de construcción (como arena, grava, arcilla) y turba. También hay manantiales de agua mineral y pozos.